# 石ヶ森荘真
石ヶ森 荘真（いしがもり そうま、2001年7月1日 - ）は、青森県八戸市出身の元サッカー選手。ポジションは、ミッドフィールダー（MF）。

## 来歴
ヴァンラーレ八戸のアカデミー出身。2019年9月、2020年からのトップチームへ昇格が内定し（同アカデミー創設以来、初のトップチーム昇格）、同時にトップチームに2種登録された。同年11月17日、J3第31節・カターレ富山戦で途中出場し、Jリーグデビューした。
しかしわずか1年で現役引退を発表。

## 所属クラブ
- ヴァンラーレ八戸FC U-12（八戸市立中居林小学校）
- ヴァンラーレ八戸FC U-15（八戸市立第一中学校）
- ヴァンラーレ八戸FC U-18（八戸学院光星高等学校）
  - 2019年9月 - 12月 ヴァンラーレ八戸FC（2種登録選手）
- 2020年  ヴァンラーレ八戸

## 個人成績
| 国内大会個人成績 | 国内大会個人成績 | 国内大会個人成績 | 国内大会個人成績 | 国内大会個人成績 | 国内大会個人成績 | 国内大会個人成績 | 国内大会個人成績 | 国内大会個人成績 | 国内大会個人成績 | 国内大会個人成績 | 国内大会個人成績 |
| 年度             | クラブ           | 背番号           | リーグ           | リーグ戦         | リーグ戦         | リーグ杯         | リーグ杯         | オープン杯       | オープン杯       | 期間通算         | 期間通算         |
| 年度             | クラブ           | 背番号           | リーグ           | 出場             | 得点             | 出場             | 得点             | 出場             | 得点             | 出場             | 得点             |
| 日本             | 日本             | 日本             | 日本             | リーグ戦         | リーグ戦         | リーグ杯         | リーグ杯         | 天皇杯           | 天皇杯           | 期間通算         | 期間通算         |
| ---------------- | ---------------- | ---------------- | ---------------- | ---------------- | ---------------- | ---------------- | ---------------- | ---------------- | ---------------- | ---------------- | ---------------- |
| 2019             | 八戸             | 19               | J3               | 1                | 0                | -                | -                | -                | -                | 1                | 0                |
| 2020             | 八戸             | 19               | J3               | 2                | 0                | -                | -                | -                | -                | 2                | 0                |
| 通算             | 日本             | 日本             | J3               | 3                | 0                | -                | -                | -                | -                | 3                | 0                |
| 総通算           | 総通算           | 総通算           | 総通算           | 3                | 0                | -                | -                | -                | -                | 3                | 0                |

- 2019年は2種登録選手

出場歴
- Jリーグ初出場 - 2019年11月17日 J3第31節 vsカターレ富山（ダイハツスタジアム）